# X Toolkit Intrinsics
X Toolkit Intrinsics (также Xt, от X toolkit) — библиотека, поставляемая с X Window System. Она использует низкоуровневую библиотеку Xlib и предоставляет дружелюбный объектно-ориентированный интерфейс для разработки графических приложений X11. Она может использоваться с языками программирования C и C++.
Низкоуровневая библиотека Xlib предоставляет функции для взаимодействия с сервером X11, но не предоставляет никаких функций для создания графических объектов, используемых в графическом интерфейсе пользователя, вроде кнопок, меню и т. п. Эти объекты называются виджетами. Библиотека Xt позволяет создавать типы виджетов, но не предоставляет отдельных. Конкретные виджеты поставляются с другими библиотеками, использующими Xt, наподобие Xaw и Motif.
Большинство современных библиотек виджетов, например, FLTK, GTK, и Qt не используют Xt, взаимодействуя непосредственно с Xlib.